# Albaner in der Schweiz

Tabelle der zehn meist gesprochenen Sprachen in der Schweiz im Jahr 2000; Albanisch ist dunkelorange dargestellt: rund 95.000 Sprecher

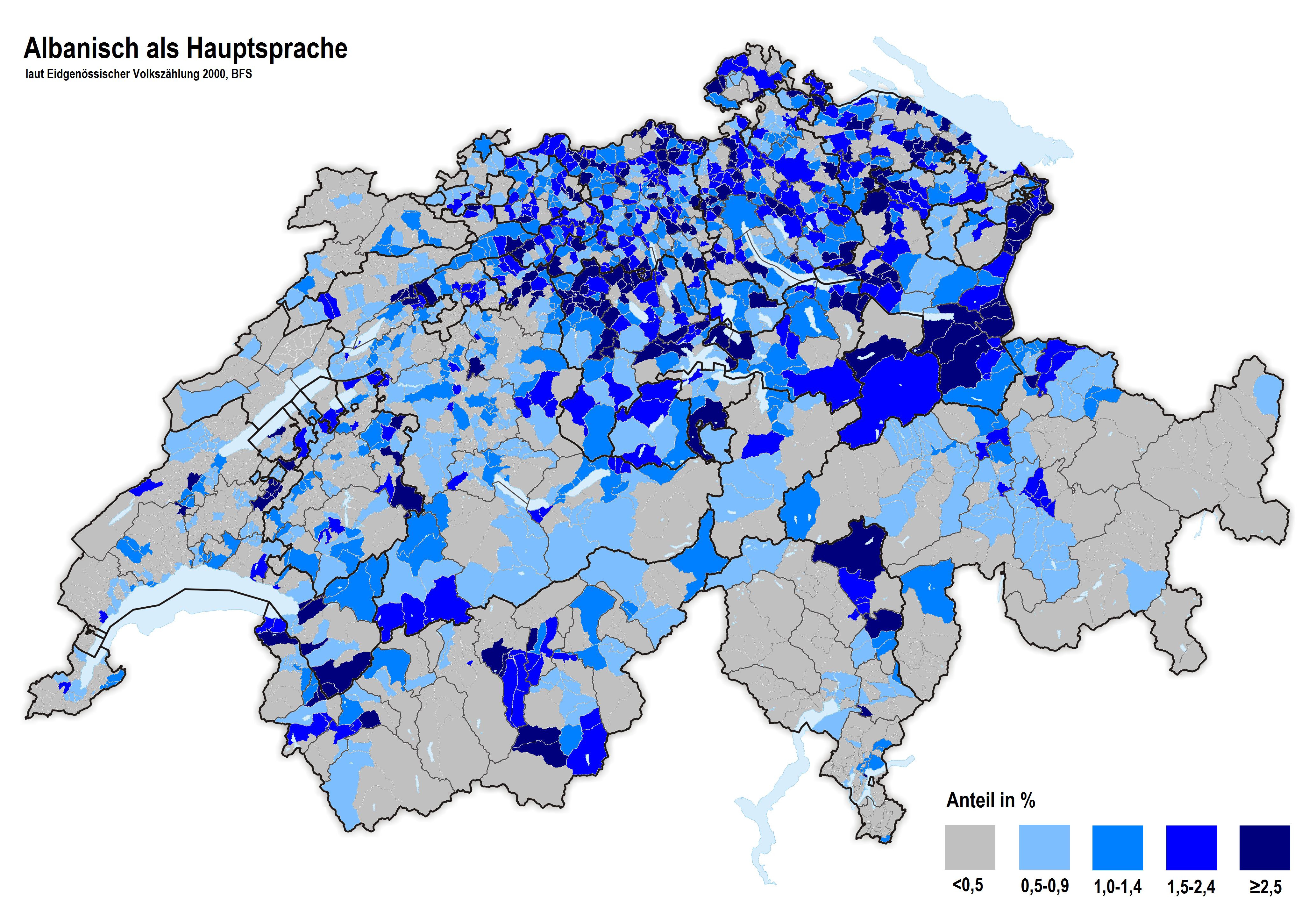
Albanisch als Hauptsprache in der Schweiz laut Volkszählung 2000

Die Albaner in der Schweiz (albanisch Shqiptarët në Zvicër, französisch Albanais en Suisse, italienisch Albanesi in Svizzera) sind seit den 1990er Jahren eine der grössten Zuwanderergruppen des Landes und kommen vorwiegend aus dem Kosovo und Nordmazedonien. Zur selben Zeit wurde die Schweiz zu einem wichtigen Zentrum der albanischen Diaspora. Albaner aus Albanien gibt es hingegen sehr wenige im Land.

## Geschichte
Bis in die zweite Hälfte des 20. Jahrhunderts gab es nur sehr vereinzelte Kontakte zwischen Albanien und der Schweiz. Der älteste historische Nachweis stammt aus dem Jahr 1431, als albanische Bischöfe ans Konzil von Basel eingeladen wurden. 1556 erschien in Basel eine Neuauflage von Marin Barletis Buch „De obsidione Scodransi“ (Die Belagerung Shkodras) aus dem Jahr 1504.
Die unter dem Pseudonym Dora d’Istria publizierende albanisch-rumänische Schriftstellerin Helena Fürstin Koltsova-Massalskaya, geborene Elena Ghica, lebte zur Mitte des 19. Jahrhunderts während mehreren Jahren in der Schweiz. In ihrem Buch Die deutsche Schweiz und die Besteigung des Mönchs berichtete sie auch von einer Bergtour im Berner Oberland im Juni 1855, auf der sie angeblich zusammen mit ihren Führern als erste den Mönch (4107 m ü. M.) bestieg. Es wird aber davon ausgegangen, dass sie nur bis zum Mönchsjoch gelangte und die Erstbesteigung erst zwei Jahre später erfolgte. Sie war aber die erste Frau, die in die Region des Jungfraujochs aufgestiegen war.
Zur Zeit der albanischen Nationalbewegung waren viele Gründerväter Albaniens in der Schweiz. Naim Frashëri erholte sich von einer Krankheit im aargauischen Baden. Die berühmten albanischen Brüder Abdyl, Naim und Sami Frashëri wollten ein ähnliches Zusammenleben in Frieden wie in der Schweiz auch in Albanien realisieren.

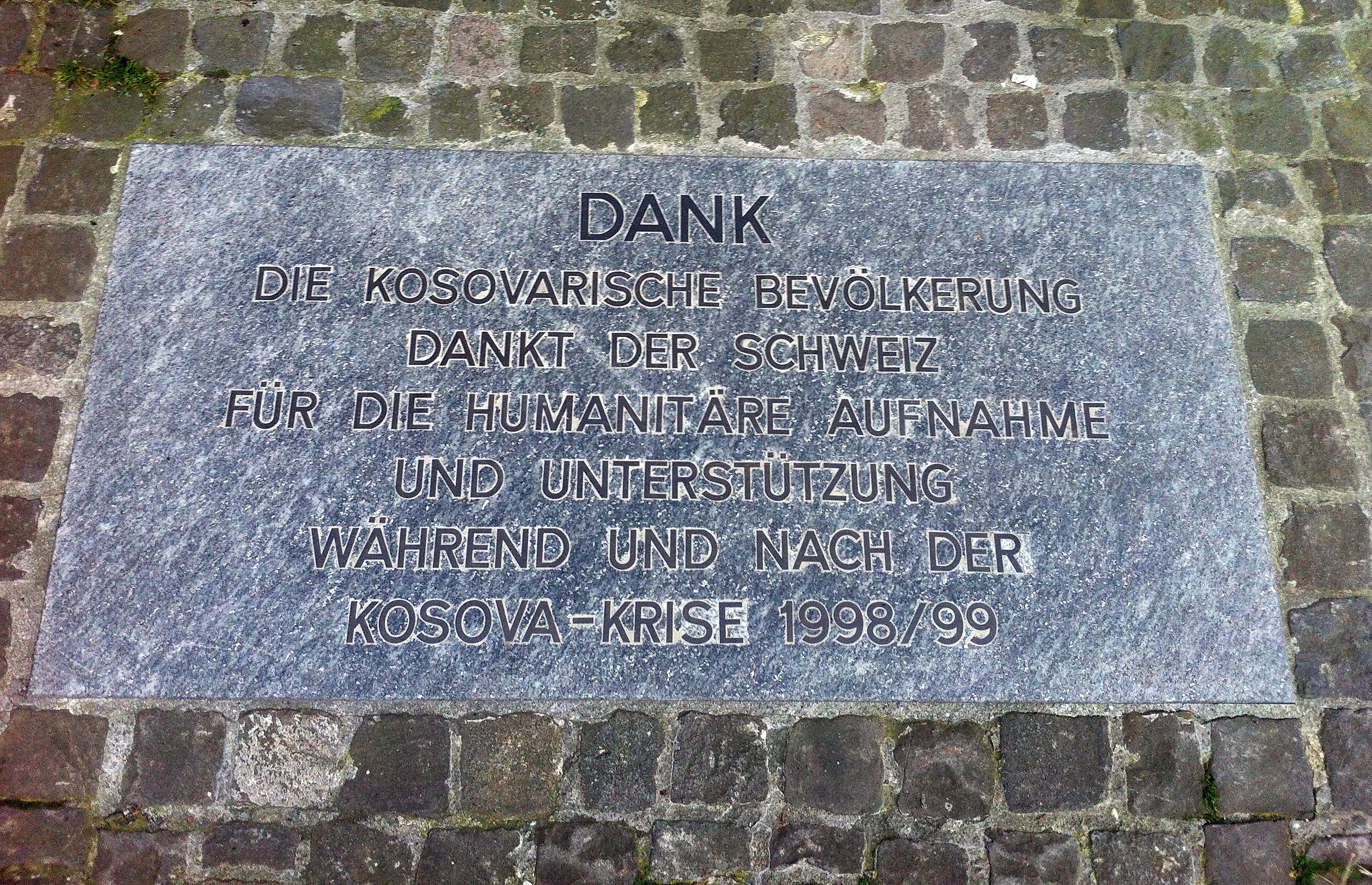
Gedenktafel beim Fraumünster in Zürich, mit der die kosovo-albanische Emigrantengemeinde ihren Dank für die Aufnahme in der Schweiz während des Kosovokriegs ausdrückt.

In den 1970er Jahren waren die Albaner aus Kosovo und Mazedonien überproportional stark an der jugoslawischen Gastarbeiter-Migration in der Schweiz beteiligt. Als sich in den 1990er Jahren die politische Situation im Kosovo zuspitzte und die Wirtschaftslage im Südwestbalkan verschlechterte, liessen viele hier seit Jahrzehnten in der Schweiz arbeitende Albaner ihre Familien nachziehen. Anderen Kosovo-Albanern wurde in der Schweiz Asyl gewährt. Während des Kosovokriegs nahm die Schweiz aus humanitären Gründen nochmals Tausende von Albanern vorübergehend auf, wofür sich der kosovarische Staat mit einer Gedenktafel in Zürich bei der Schweiz bedankte.
In den 1990er Jahren diente die Schweiz als wichtiges Zentrum für die albanische Diaspora aus Kosovo. In der Schweiz wurden mehrere albanischsprachige Zeitungen herausgegeben, während sie der UÇK als Basis für Finanzierungen und Organisation diente.
Der Zusammenbruch des kommunistischen Regimes in Albanien war hingegen nur von geringer Bedeutung für die albanische Diaspora in der Schweiz. Im Gegensatz zu Nachbarländern wie Italien und Deutschland nahm die Schweiz kaum albanische Staatsbürger auf und führte illegal Eingewanderte konsequent zurück.
Im Mai 2011 wurde ein Dachverband aller Albaner in der Schweiz in Bern gegründet. Der albanische Dachverband möchte als Lobby funktionieren für die Albaner aus allen albanischen Gebieten auf dem Balkan.
Als Folge der Integration nehme der Gebrauch des Albanischen unter den Albanern in der Schweiz immer mehr ab, berichtete Radio SRF 2025. In den meisten Kantonen werden Albanischkurse in «Heimatlicher Sprache und Kultur» (HSK) für Kinder ergänzend zum Schulunterricht angeboten.

## Statistik

### Anzahl und Herkunft

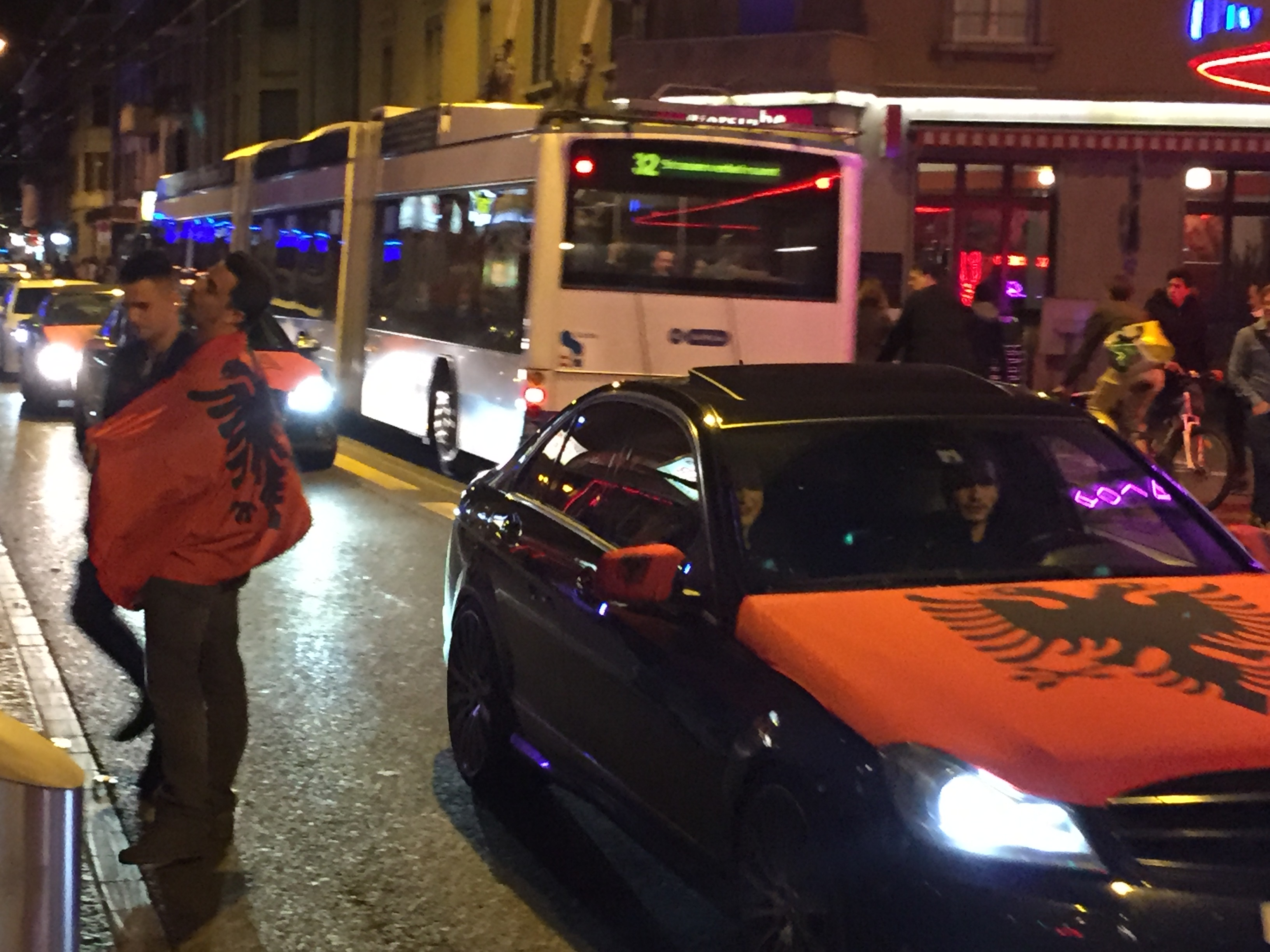
Feiernde albanische Fussballfans in Zürich – Sommer 2016

In der Schweiz wurden bis anhin keine Statistiken erhoben, wie viele Personen sich als Albaner bezeichnen. Auf Basis der Volkszählung im Jahr 2000 wurde die Zahl der Albanisch-Sprechenden auf 170'000 geschätzt. 2022 lebten in der Schweiz 3197 Personen aus Albanien, 115'302 mit kosovarischer Staatsangehörigkeit und 69'155 mit nordmazedonischer Staatsangehörigkeit, wobei weder alle Kosovaren noch alle Nordmazedonier Albaner sind. Die gesamte Zahl der in der Schweiz lebenden Personen albanischer Abstammung inklusive Eingebürgerter und Doppelbürger wird aktuell auf fast 300'000 geschätzt. 3,4 % der ständigen Bevölkerung in der Schweiz im Jahr 2022 gab an, Albanisch als Hauptsprache zu benutzen, was 292'717 entspricht. Damit gehören die Albaner nebst den 332'700 Italienern, den 313'963 Deutschen und den 253'589 Portugiesen zu den grössten Ausländergruppen in der Schweiz.
Die Albaner konzentrieren sich in der Deutschschweiz. Wichtige Zentren der albanischen Diaspora in der Schweiz sind Zürich, Basel, Bern, Winterthur und St. Gallen.
Die Anzahl der in der Schweiz lebenden Albaner wurde bisher nicht amtlich erfasst, weil in amtlichen Statistiken Ausländer nach ihrer Staatsangehörigkeit differenziert werden. Albaner wurden je nach dem als albanische, nordmazedonische, Schweizer oder serbische Staatsangehörige erfasst. Personen aus dem Balkan lassen sich überdurchschnittlich häufig einbürgern. Diese eingebürgerten Schweizer verschwinden in den Statistiken komplett.

### Religion
Die in der Schweiz lebenden Albaner sind überwiegend Muslime. Daneben gibt es auch Bektaschiten und über 20.000 Christen, vornehmlich albanisch-orthodoxe und katholische.
Das Bundesamt für Statistik weist keine Zahlen aus – Albaner sind in der Statistik zur «Religionszugehörigkeit nach Nationalität» mit anderen Nationalitäten des Westbalkans zusammengefasst.

## Migrationssituation

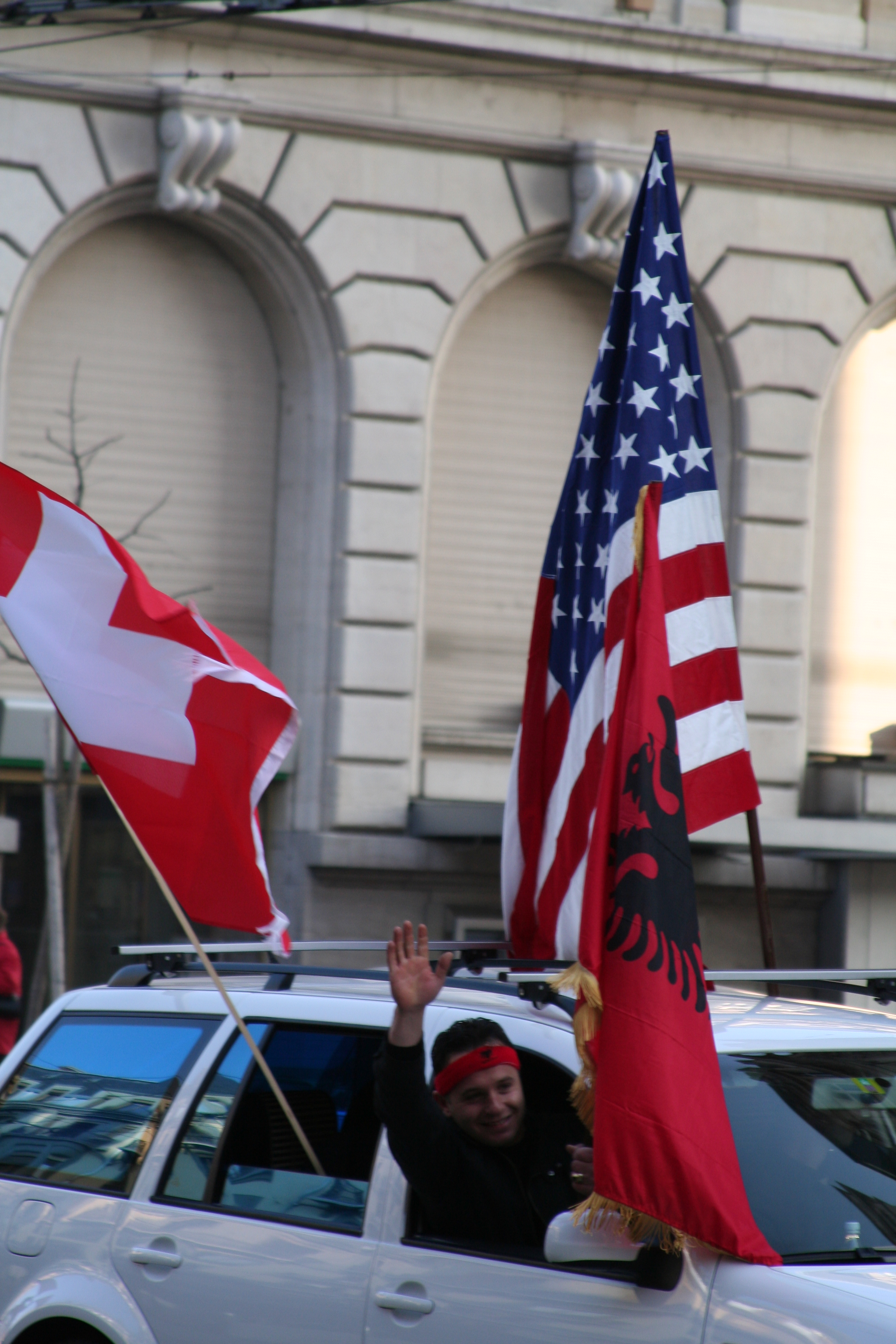
Albaner feiern in Lausanne am 17. Februar 2008 die Unabhängigkeitserklärung der Republik Kosovo.

### Hintergrund
Bis in die 1980er Jahre waren fast nur männliche Gastarbeiter in der Schweiz, die in der Gesellschaft aufgrund ihrer jugoslawischen Staatsangehörigkeit kaum als Albaner wahrgenommen wurden. Viele hielten sich so lange in der Schweiz auf, so dass es ihnen später möglich wurde, vom Familiennachzug zu profitieren. Damit stieg die Zahl der Albaner in der Schweiz sprunghaft an, als die Situation in den 1990er Jahren in Kosovo immer schwieriger wurde. Sowohl das Aufnahmeland als auch die Albaner waren auf diese Situation schlecht vorbereitet und bekundeten Mühe mit der Bewältigung der Situation.

### Schwierige Akzeptanz im Gastland
Nicht selten ist die albanische Diaspora in der Schweiz von Fremdenfeindlichkeit und Rassismus betroffen. Durch vielfältige Integrationsschwierigkeiten und Straftaten einiger krimineller Albaner entstanden bei vielen Schweizern Vorurteile gegenüber albanischen Migranten, die zu Angst, Hass und Unsicherheit führen.
Politische Parteien, die öffentlich gegen eine zu hohe Einwanderung und für den Konservativismus der traditionellen schweizerischen Kultur eintreten – hier ist vor allem die Schweizerische Volkspartei (SVP) zu nennen – stärken diese negative Haltung bei vielen Parteianhängern. Diese Parteien lancierten schon einige Male Volksinitiativen, die von den Albanern als diskriminierend bezeichnet wurden. 1998 kreierte die Zürcher SVP ein Wahlplakat mit den Wörtern «Kosovo-Albaner» und «Nein» in grossen Lettern, als es um die Finanzierung eines Integrationsprojekts für Albaner ging. 2009 wurde die eidgenössische Volksinitiative «Gegen den Bau von Minaretten» vom Schweizer Volk angenommen. Viele muslimische Albaner waren empört über dieses Resultat und bekundeten ihre Ablehnung. 2010 folgte die sogenannte «Ausschaffungsinitiative», welche ebenfalls vom Stimmvolk angenommen wurde. Laut dem Gesetz sollen Ausländer, die schwere Straftaten begangen haben, vom Land verwiesen werden. Die auf die Ausländerkriminalität bezogene Initiative sollte so die Kriminalitätsrate senken und auch die Einbürgerung von Ausländern erschweren. Das von der SVP entworfene «Schäfchenplakat» erregte international Aufmerksamkeit und wurde wieder von vielen Emigranten-Organisationen in der Schweiz als diskriminierend bezeichnet.
Die wirtschaftliche Integration ist für Albaner in der Schweiz weiterhin mit Schwierigkeiten verbunden. So lag im Oktober 2018 die Arbeitslosigkeit bei Personen aus dem Kosovo bei 7,0 %, bei Personen aus Mazedonien bei 5,3 %, und damit deutlich über der Zahl bei der restlichen ständigen Wohnbevölkerung. Eine Studie des Bundesamtes für Migration begründet dies mit zum Teil geringen beruflichen Qualifikationen bei der älteren Generation und den Vorbehalten, denen albanische Jugendliche beim Eintritt in die Arbeitswelt ausgesetzt sind. In den 1990er-Jahren haben zudem viele gut qualifizierte Albanerinnen und Albaner, wegen nicht anerkannter Diplome, mit Arbeitsplätzen z. B. im Baugewerbe oder in der Gastronomie vorliebnehmen müssen, in denen die Arbeitslosigkeit allgemein höher liegt. Dies hat auch Auswirkungen auf die Sozialhilfequote, die bei Albanischstämmigen erhöht ist, wobei es je nach Herkunftsland erhebliche Unterschiede gibt. Am stärksten betroffen sind Personen aus Albanien. Dem gegenüber, nimmt die Zahl der Studierenden mit albanischer Abstammung heute zu. Waren 2008 lediglich 67 Personen an Schweizer Universitäten eingeschrieben, sind es 2017 bereits 460. Albanologen und Migrationsforschende gehen heute von einer zunehmenden Integration und Assimilation der Albaner aus, analog zur Entwicklung der Italiener in der Schweiz. 2023 wurde mit Ylfete Fanaj erstmals eine Person aus dem Kosovo in eine Schweizer Kantonsregierung gewählt. Bereits 2020/21 war sie als Luzerner Kantonsratspräsidentin höchste Vertreterin des Kantons. Mit Islam Alijaj wurde bei den Wahlen im Oktober 2023 erstmals eine Person mit albanischen Wurzeln in den Nationalrat gewählt.
In ihrem Jahresreport stellte Amnesty International im Jahr 2010 fest, dass durch die „Anti-Minarett-Initiative“ die Muslime in der Schweiz stigmatisiert wurden und allgemein der Rassismus in der Schweiz zugenommen hat. Die Eidgenössische Kommission gegen Rassismus verurteilte die kurzfristige Absage des Alba Festivals aufgrund der epidemiologischen Lage durch die Zürcher Behörden, obwohl sonst keine anderen Veranstaltungen abgesagt worden waren, als diskriminierend.

### Organisationen
Seit den 1990er Jahren sind in der Schweiz zahlreiche Vereine entstanden, welche die Repräsentation der albanischen Diasporagemeinde zum Ziel hatten. Zuerst waren dies nur religiöse und heimatliche Gruppierungen in einigen Grossstädten, später wurden Organisationen und Gemeinschaften gegründet, welche alle Albaner in der ganzen Schweiz vertreten sollen.
Zu den mitgliederstärksten Vereinigungen gehört die Albanische Gemeinschaft in der Schweiz (albanisch Bashkësia Shqiptare në Zvicër). Für die Muslime tritt vor allem die Union der albanischen Imame in der Schweiz (alb. Unioni i imamëve shqiptarë në Zvicër) und der albanisch-islamischer Dachverband Schweiz (alb. Bashkësia Islame Shqiptare Zvicër) auf. Zu den grössten intellektuellen Gruppierung zählt die Vereinigung der albanischen Intellektuellen in der Schweiz (alb. Bashkimi i Intelektualëve Shqiptarë në Zvicër). Vereinigungen für den Austausch zwischen Albanern und Schweizern sind das Institut Suisse d’Etudes Albanaises (ISEAL) und die Gesellschaft Schweiz-Albanien.
Daneben gibt es heute eine Vielzahl kleinerer Vereine wie Fussballclubs, Tanzgruppen, lokale Vertretungen politischer Parteien, Berufs- und Studentenorganisationen, Bildungseinrichtungen und religiöse Gruppen.

## Medien
In der Schweiz wurden von der Exilgemeinde während der 90er Jahre mehrere albanische Zeitungen herausgegeben, weil eine unabhängige Berichterstattung in Jugoslawien nicht möglich war. Zu den in der Schweiz herausgegebenen Medien gehört auch die Online-Zeitung Fakti Ditor, die sich an die albanische Diaspora richtet.
Als integrationsfördernde Projekte wurden mehrere, zum Teil mehrsprachige Medien von verschiedenen Behörden unterstützt, so die Online-Plattform Albinfo.ch oder die wieder eingestellten Gratiszeitungen Albsuisse und Tung, die nach 2007 respektive 2008 erschienen. Etwas jünger ist die zweisprachige Zeitschrift und Online-Plattform Dialogplus.

## Bekannte Albaner in der Schweiz

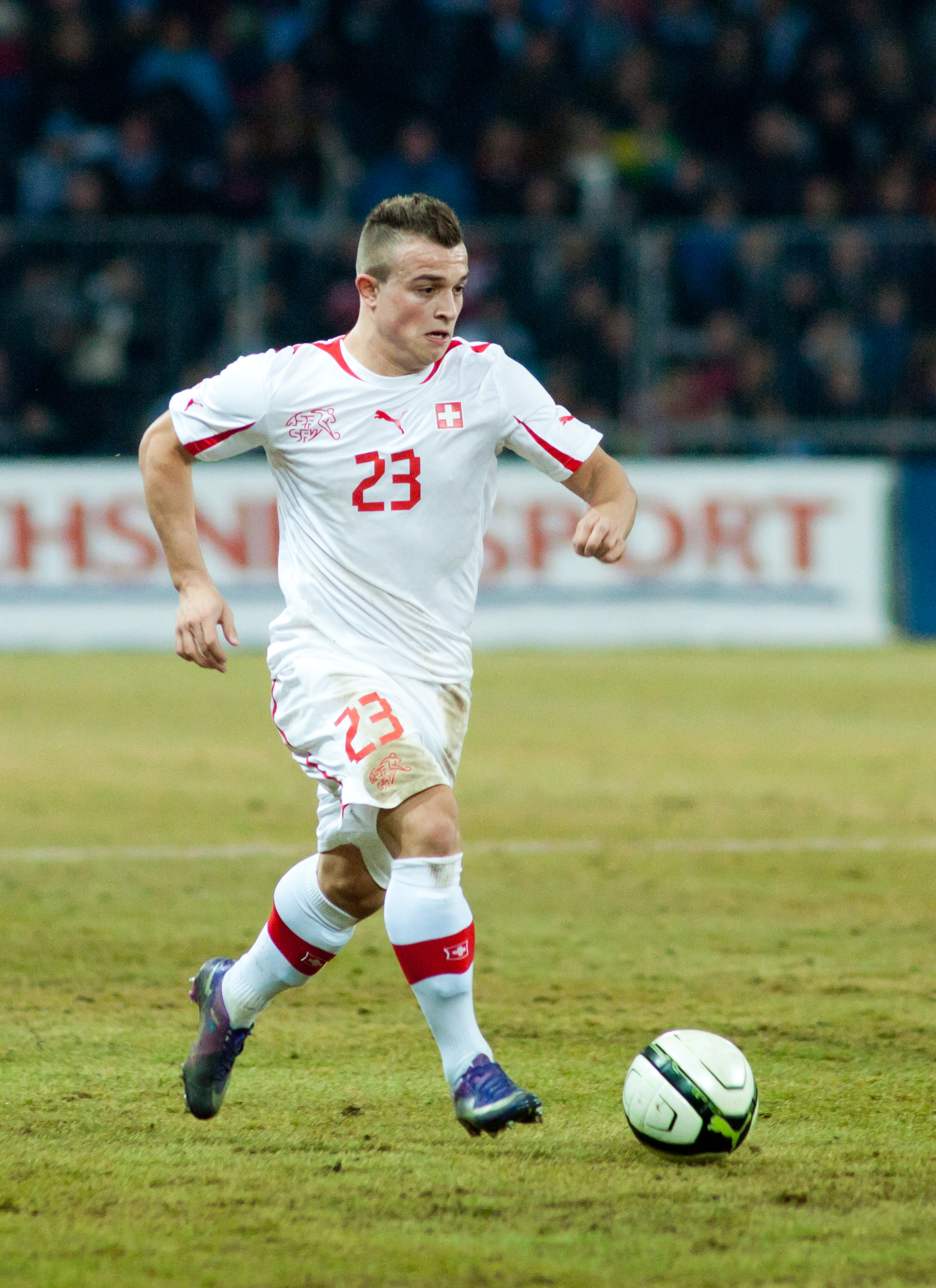
Xherdan Shaqiri im Dress der Schweizer Fussballnationalmannschaft

Politik, Wirtschaft, Gesellschaft
- Islam Alijaj – Zürcher Nationalrat (SP)
- Bekim Alimi – Imam in der Islamischen Gemeinschaft Wil[33]
- Blerim Bunjaku – Politiker in Winterthur
- Zari Dzaferi – Zuger Kantonsrat (SP)
- Omer Dzemali – Klinikdirektor Herzchirurgie am Universitätsspital Zürich und Stadtspital Triemli[34]
- Ylfete Fanaj – Luzerner Regierungsrätin, früher Kantonsrätin (SP)
- Endri Gega – Genfer Staatsanwalt
- Mustafa Memeti – Imam des Muslimischen Vereins Bern und Präsident des Albanisch Islamischen Dachverbandes[35]
- Behgjet Pacolli – Grossunternehmer und kosovarischer Aussenminister 2017–2020
- Albert Ramaj – Leiter des Albanischen Instituts in St. Gallen

Kultur und Unterhaltung
- Edita Abdieski – Sängerin
- Gülsha Adilji – Journalistin und Fernsehmoderatorin
- Loredana Aliu – Deutschrapperin
- Bendrit Bajra – YouTuber, Comedian
- Elvira Dones – Schriftstellerin und Filmproduzentin
- Elina Duni – Jazzsängerin
- Ilira Gashi – Sängerin
- Etrit Hasler – Slampoet und Politiker
- Angela Martini – Model[36][37]
- Gjon Muharremaj (Gjon’s Tears) – Sänger
- Patrick Nuo – Sänger
- Dardan Sadik, Schauspieler
- Shqipe Sylejmani – Journalistin und Autorin
- Arjeta Zuta – Sängerin und Popstars-Finalistin

Kampfsportler
- Shemsi Beqiri – Kickboxer
- Naim Fejzaj – Schwinger
- Arnold Gjergjaj – Profiboxer
- Azem Maksutaj – Thaiboxer

Hockey
- Luan Misini – Trainer von GC Unihockey

Fussball
- Almen Abdi – Ehemaliger Spieler bei Sheffield Wednesday
- Amir Abrashi – Spieler beim Grasshopper Club Zürich und der albanischen Nationalmannschaft
- Orhan Ademi – Spieler beim VfB Oldenburg
- Albian Ajeti – Spieler bei Celtic Glasgow
- Arlind Ajeti – Spieler bei Pordenone Calcio  und der albanischen Nationalmannschaft
- Naser Aliji – Spieler bei FC Voluntari und der albanischen Nationalmannschaft
- Albion Avdijaj – Spieler bei FC Kosova Zürich und der albanischen Juniorennationalmannschaft U-21
- Adrian Bajrami – Spieler bei Benfica Lissabon, der Schweizer U-18 und der albanischen Nationalmannschaft
- Labinot Bajrami – Spieler beim FC Winterthur und der Schweizer U-20-Nationalmannschaft
- Nedim Bajrami – Spieler bei US Sassuolo, der Schweizer Jugend-Nationalmannschaft und der albanischen Nationalmannschaft
- Migjen Basha – Ehemaliger Spieler beim FC Bari 1908 und der albanischen Nationalmannschaft
- Vullnet Basha – Spieler bei Wisła Krakau
- Valon Behrami – Ehemaliger Spieler bei Udinese Calcio und der Schweizer Nationalmannschaft
- Johan Berisha – Ehemaliger Spieler beim BSC Young Boys
- Mërgim Brahimi – Spieler beim FC Wil und der kosovarischen Nationalmannschaft
- Albert Bunjaku – Ehemaliger Spieler beim FC Erzgebirge Aue und der kosovarischen Nationalmannschaft
- Orges Bunjaku – Spieler beim FC Schaffhausen und Schweizer Jugend-Nationalmannschaften
- Lorik Cana – Ehemaliger Spieler bei Lazio Rom und der albanischen Nationalmannschaft
- Berat Djimsiti – Spieler bei Atalanta Bergamo und der albanischen Nationalmannschaft
- Blerim Džemaili – Spieler beim FC Zürich und der Schweizer Nationalmannschaft
- Betim Fazliji – Spieler beim FC St. Pauli und der kosovarischen Nationalmannschaft
- Beg Ferati – Ehemaliger Spieler beim FC Sion
- Shkëlzen Gashi – Spieler beim FC Aarau und der albanischen Nationalmannschaft
- Florent Hadergjonaj – Spieler bei Kasımpaşa Istanbul und der Schweizer Nationalmannschaft
- Albian Hajdari – Spieler beim FC Lugano und der Schweizer Jugend-Nationalmannschaft
- Saranda Hashani – Spielerin bei FC Luzern Frauen und der albanischen Nationalmannschaft
- Florian Hoxha – Spieler beim Grasshopper Club Zürich und der Kosovarischen U-21
- Jahmir Hyka – Ehemaliger Spieler bei den San José Earthquakes und der albanischen Nationalmannschaft
- Florijana Ismaili (1995–2019) – Spielerin bei YB Frauen und der Schweizer Nationalmannschaft
- Ardon Jashari – Spieler beim FC Luzern und der Schweizer Nationalmannschaft
- Arian Kabashi – Spieler beim FC Lahti und der kosovarischen U-21
- Pajtim Kasami – Spieler bei Olympiakos Piräus und der Schweizer Nationalmannschaft
- Benjamin Kololli – Spieler bei Shimizu S-Pulse und der kosovarischen Nationalmannschaft
- Hekuran Kryeziu – Spieler beim FC Winterthur und der kosovarischen Nationalmannschaft
- Burim Kukeli – Ehemaliger Spieler beim FC Sion und der albanischen Nationalmannschaft
- Ermir Lenjani – Spieler beim Ümraniyespor und der albanischen Nationalmannschaft
- Admir Mehmedi – Spieler bei Antalyaspor und der Schweizer Nationalmannschaft
- Adrian Nikci – Ehemaliger Spieler beim FC Schaffhausen
- Alban Pnishi – Spieler beim FC Wohlen und der kosovarischen Nationalmannschaft
- Milaim Rama – Ehemaliger Spieler des FC Thun und der Schweizer Nationalmannschaft
- Armando Sadiku – Spieler beim FC Cartagena und der albanischen Nationalmannschaft
- Ledjan Sahitaj – Spieler beim FC Winterthur und der kosovarischen Nationalmannschaft
- Xherdan Shaqiri – Spieler bei Chicago Fire und der Schweizer Nationalmannschaft
- Shani Tarashaj – Ehemaliger Spieler beim Grasshopper Club Zürich
- Tician Tushi – Spieler beim FC Basel und Schweizer Jugend-Nationalmannschaften
- Frédéric Veseli – Spieler bei Benevento Calcio und der albanischen Nationalmannschaft
- Granit Xhaka – Spieler beim Bayer 04 Leverkusen und der Schweizer Nationalmannschaft
- Taulant Xhaka – Spieler beim FC Basel und der albanischen Nationalmannschaft
- Riola Xhemaili – Spielerin beim VfL Wolfsburg und der Schweizer Nationalmannschaft
- Andi Zeqiri – Spieler bei Brighton & Hove Albion und der Schweizer Nationalmannschaft

Von den 21 Spielern der U-17-Fussballnationalmannschaft, die 2009 Weltmeister wurde, waren drei albanischer Herkunft: Frédéric Veseli, Pajtim Kasami und Granit Xhaka. Beim Qualifikationsspiel zur Fussball-Europameisterschaft 2012 gegen England im Juni 2012 spielten mit Behrami, Xhaka, Shaqiri, Džemaili und Mehmedi fünf Schweizer mit albanischen Wurzeln. Heftige Diskussionen gab es im Vorfeld der Spiele gegen Albanien in der WM-Qualifikation 2014, als fünf Albaner für die Schweizer Nationalmannschaft aufgeboten wurden.
Auch mehrere Spieler der albanischen Fussballnationalmannschaft sind in der Schweiz aufgewachsen und haben zum Teil in der Schweizer-U21-Nationalmannschaft gespielt, bevor sie für Albanien angetreten sind. Im EM-Qualifikationsspiel gegen Dänemark im September 2015 waren elf Spieler für Albanien aufgeboten, die in der Schweiz aufgewachsen sind oder zu der Zeit dort spielten. Von denen waren zehn im Einsatz und fünf hatten schon für eine Schweizer Juniorennationalmannschaft gespielt. Emotional war auch die Partie Schweiz-Albanien im Rahmen der Europameisterschaft 2016.

## Audio- und Videodokumentation
- Die guten Albaner – Erfolgreiche Migranten in der Schweiz. In: SRF 1, DOK vom 24. November 2011 (50 min).
- Wie prägt die albanischstämmige Community die Schweizer Politik? Podcast in der Reihe «Einfach Politik» von SRF News vom 17. Februar 2023 (27 min).